# Comté d'Okanogan
Pour les articles homonymes, voir Okanogan.
Le comté d'Okanogan (en anglais : Okanogan County) est l'un des 39 comtés de l'État américain de Washington. Il est situé dans le nord de l'État, à la frontière canadienne. Son siège est Okanogan. Selon le recensement des États-Unis de 2010, sa population s'élève à 41 120 habitants. Établi en 1888, il est nommé d'après le fort Okanogan.

## Géographie
D'une superficie totale de 13 766 km2, le comté est le plus étendu de l'État.

### Situation

#### Comtés adjacents
|                                  |                                 |                  |
| Comté de Skagit Comté de Whatcom | comté d'Okanogan                | Comté de Ferry   |
| Comté de Chelan                  | Comté de Grant Comté de Douglas | Comté de Lincoln |

#### Districts régionaux adjacents
- Kootenay Boundary (Colombie-Britannique)
- Okanagan-Similkameen (Colombie-Britannique)

### Transports
- U.S. Route 97

### Villes
Bien qu'Okanogan soit le siège de comté, Omak est la ville la plus peuplée.
- Brewster
- Conconully
- Coulee Dam (partiellement)
- Elmer City
- Nespelem
- Nespelem Community
- North Omak
- Okanogan
- Omak
- Oroville
- Pateros
- Riverside
- Tonasket
- Twisp
- Winthrop

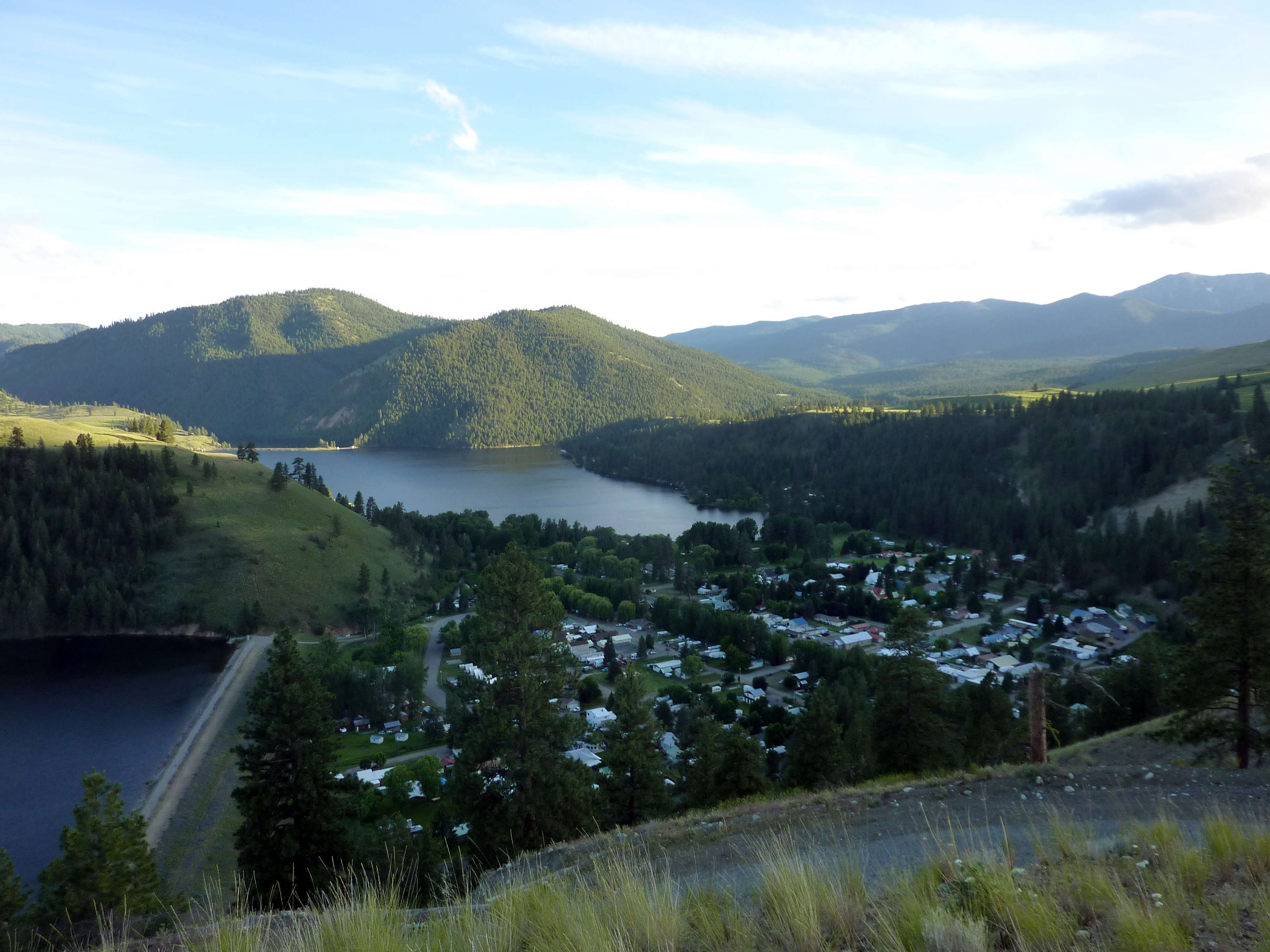
Conconully.
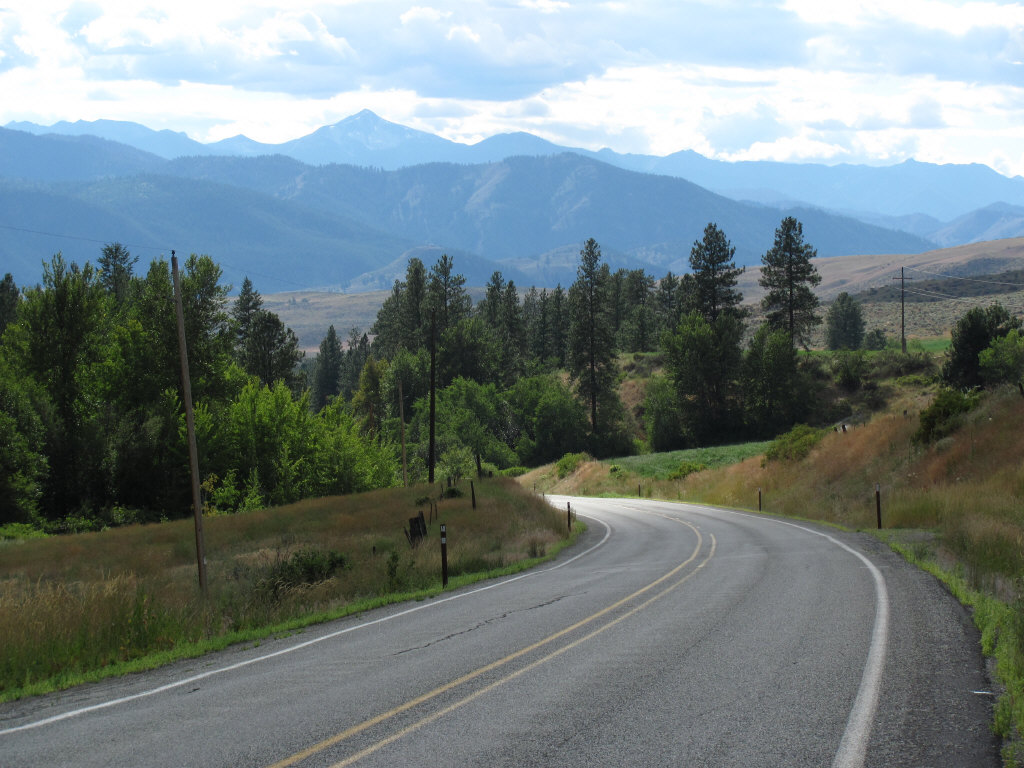
Près du col Loup Loup.
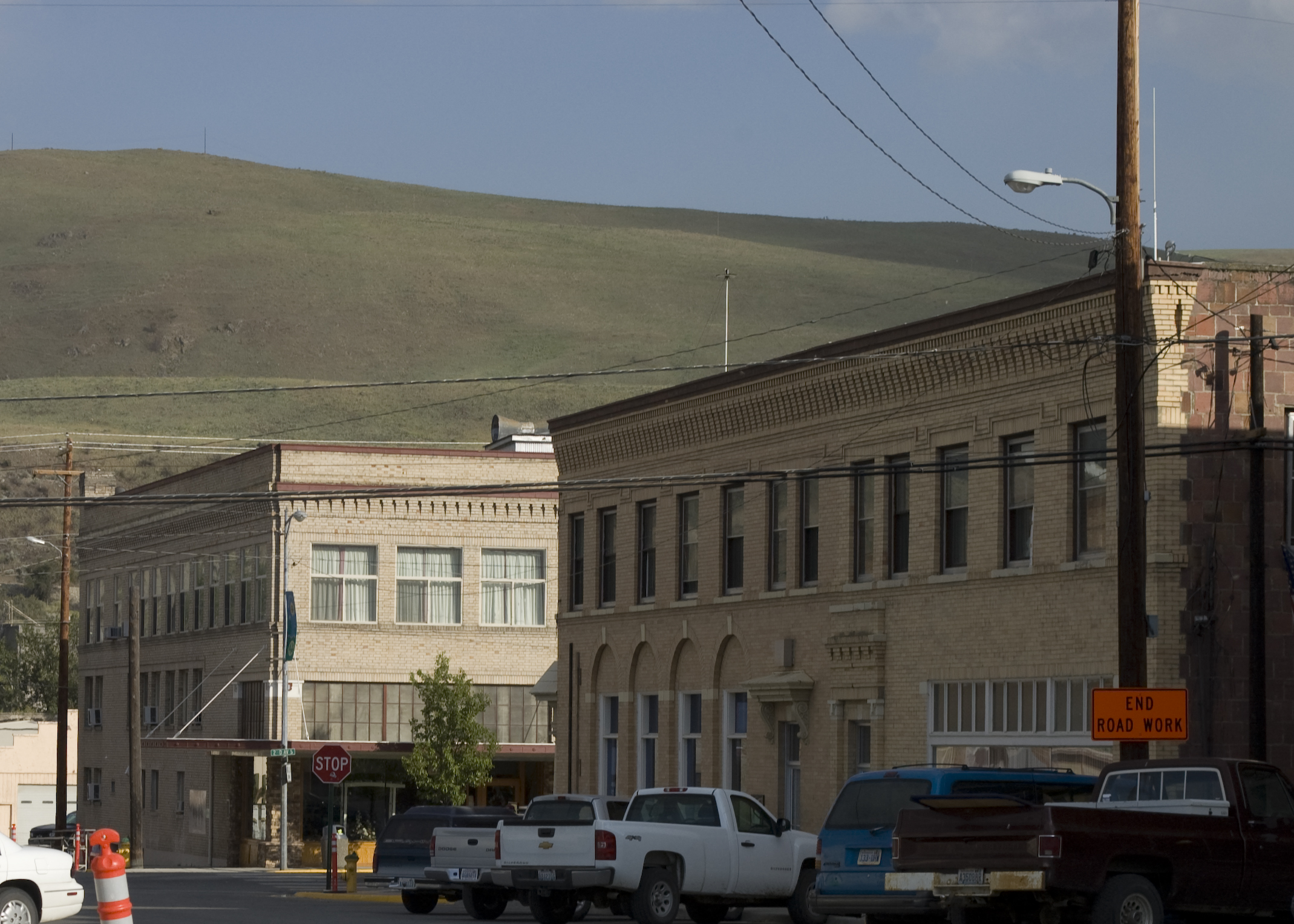
Okanogan.
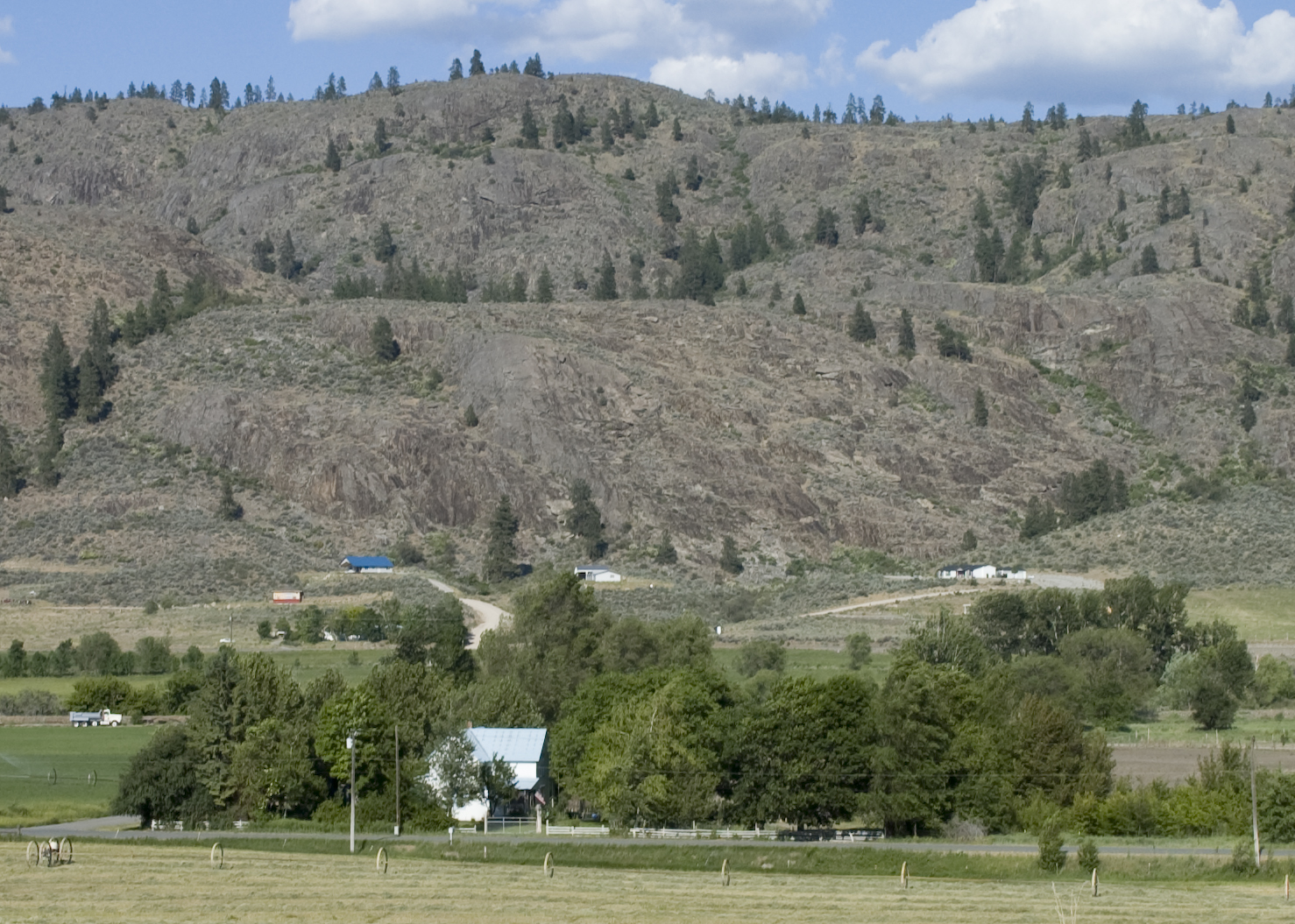
Près de Riverside.
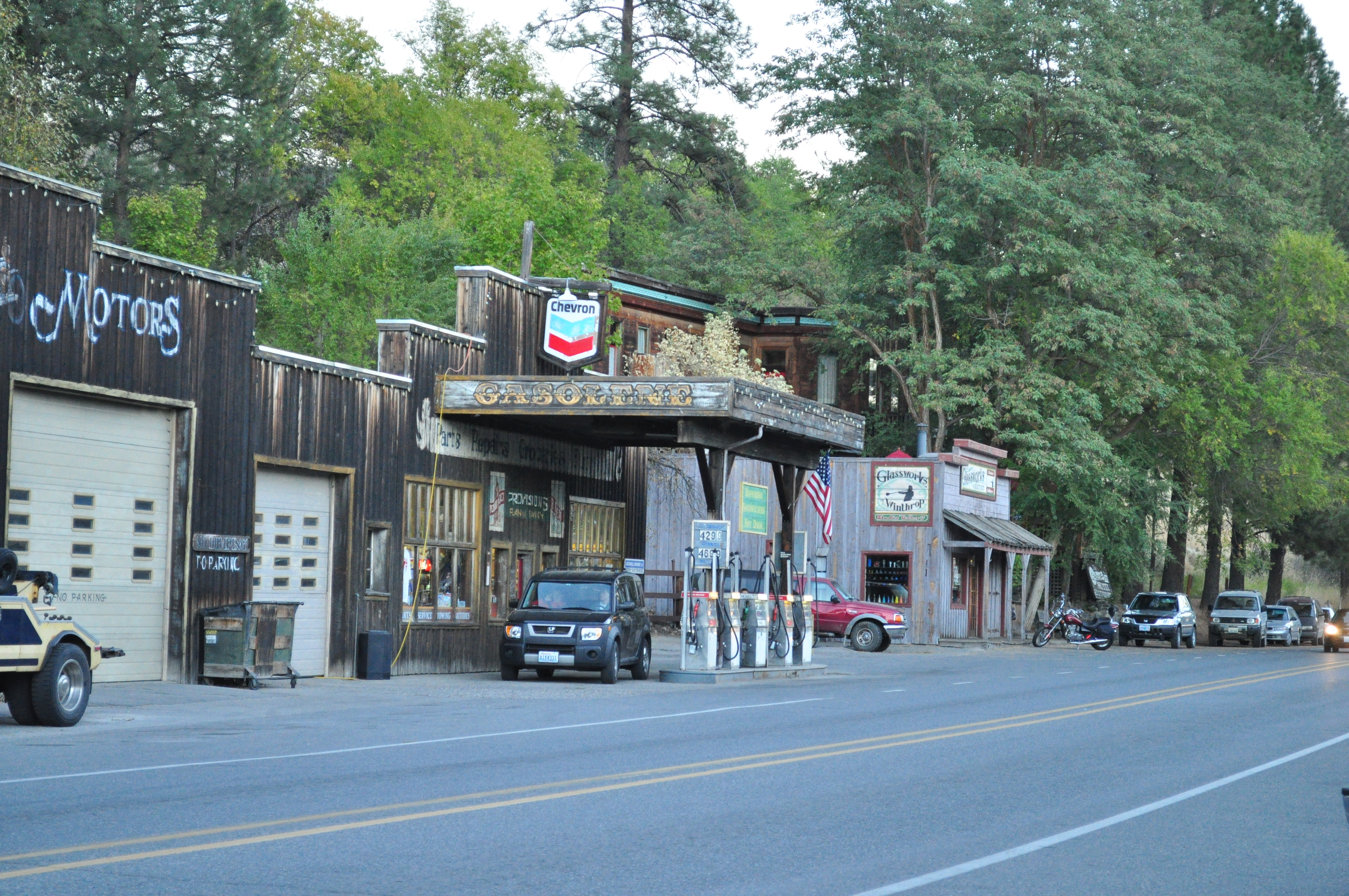
La Riverside Avenue à Winthrop.